# Jan Peter Larsen
Jan Peter Larsen (18 maart 1979) is een Nederlandse atleet, die gespecialiseerd is in het hoogspringen. Hij werd meervoudig Nederlands kampioen in deze discipline.

## Biografie
Zijn eerste succes boekte Larsen in 2003 met het winnen van de Ter Specke Bokaal in Lisse. In 2004 won hij voor de eerste maal het hoogspringen op de Nederlandse indoorkampioenschappen. Later dat jaar won hij ook de nationale outdoortitel bij het hoogspringen.
Larsen nam in 2006 deel aan de Europese kampioenschappen in Göteborg. Hij sneuvelde hierbij in de kwalificatieronde met een beste poging van 2,05 m.
Larsen is aangesloten bij ARV Ilion in Zoetermeer.

## Nederlandse kampioenschappen
Outdoor
| Onderdeel    | Jaar                               |
| ------------ | ---------------------------------- |
| hoogspringen | 2004, 2005, 2006, 2008, 2015, 2016 |

Indoor
| Onderdeel    | Jaar                                     |
| ------------ | ---------------------------------------- |
| hoogspringen | 2004, 2005, 2006, 2007, 2010, 2013, 2016 |

## Persoonlijke records
| Onderdeel              | Prestatie | Datum            | Plaats    |
| ---------------------- | --------- | ---------------- | --------- |
| hoogspringen (outdoor) | 2,25 m    | 18 juni 2008     | Arnhem    |
| hoogspringen (indoor)  | 2,25 m    | 11 februari 2006 | Otterberg |

## Palmares

### hoogspringen
- 1999: 7e NK indoor - 2,00 m
- 1999:  NK - 2,00 m
- 2000: 6e NK indoor - 2,00 m
- 2000:  NK - 2,14 m
- 2001:  NK indoor - 2,12 m
- 2001:  NK - 2,12 m
- 2002:  NK indoor - 2,12 m
- 2002:  NK - 2,11 m
- 2003:  NK indoor - 2,13 m
- 2003:  NK - 2,14 m
- 2004:  NK indoor - 2,13 m
- 2004:  NK - 2,13 m
- 2005:  NK indoor - 2,15 m
- 2005:  NK - 2,22 m
- 2006:  NK indoor - 2,21 m
- 2006:  NK - 2,22 m
- 2006: 12e in kwal. EK - 2,05 m
- 2007:  NK indoor - 2,15 m
- 2007:  NK - 2,19 m
- 2008:  NK indoor - 2,18 m
- 2008:  NK - 2,21 m
- 2009:  NK indoor - 2,21 m
- 2009:  NK - 2,16 m
- 2010:  NK indoor - 2,19 m
- 2010:  NK - 2,16 m
- 2011:  NK indoor - 2,10 m
- 2011:  NK - 2,10 m
- 2012:  NK indoor - 2,18 m
- 2012:  Ter Specke Bokaal te Lisse - 2,03 m
- 2013:  NK indoor - 2,21 m
- 2013:  NK - 2,14 m
- 2014:  NK indoor - 2,06 m
- 2015:  NK - 2,16 m
- 2016:  NK indoor - 2,13 m
- 2016:  NK - 2,17 m
- 2017:  NK indoor - 2,09 m
- 2019:  NK indoor - 2,11 m